# 応答関数
応答関数（おうとうかんすう、英: response function）とは、ある入力が来たときにそれに対応して決まった出力を出すような物理系があるとき、一定の規格を持つ時間の関数である入力に対して出力される時間の関数のことである。また以下に示すインパルス応答関数のことを応答関数と呼ぶ場合もある。電気回路、粘弾性体、誘電体、光学系、制御工学などの分野で用いられる。

## 例
入力の形に対応していろいろな応答関数があり、分野によって命名もまちまちである。
インパルス応答関数（余効関数、重み関数）デルタ関数型の入力の場合の応答関数。
緩和関数一定の大きさの入力が突然入った場合、あるいは突然無くなった場合の応答関数。入った場合の応答関数をステップ応答関数（インディシャル応答）とも呼ぶ。
周波数応答関数入力が正弦波の場合の応答関数。複素感受率（複素アドミッタンス）と呼ぶこともある。周波数応答関数を逆フーリエ変換するとインパルス応答関数が得られる。
伝達関数入力が exp(pt) （p は複素数）の場合の応答関数。

## 線形応答理論
入力と出力の関係が線形性を持つなら、すなわち重ね合わせができるなら、任意の入力に対する出力は応答関数を用いて表すことができる。これを線形応答理論と呼ぶ。
インパルス応答関数 φ(t)がわかっているとき、入力 x(t) に対する出力 y(t) は次の畳み込みで表せる。
{\displaystyle y(t)=\int _{-\infty }^{t}\phi (t-s)x(s)ds}
ステップ応答関数 ψ(t) の場合は、右辺が
{\displaystyle \int _{-\infty }^{t}\psi (t-s){\frac {dx}{ds}}ds}
となる。
周波数応答関数を Φ(ω) （一般に複素数）、入力 x のフーリエ変換を X(ω) とすると、出力のフーリエ変換は
{\displaystyle Y(\omega )=\Phi (\omega )X(\omega )}
となる。

## 遅延グリーン関数
ある系に対する外力 X(t) に対する影響を{\displaystyle H_{\text{ext}}=-AX(t)}とするとき、この系の物理量Bの応答を表す応答関数は、遅延グリーン関数{\displaystyle G_{A.B}^{r[-]}(t)}を使って次のように表される
{\displaystyle \Phi (t)=-G_{B.A}^{r[-]}(t)}